# Карадог ап Мейрион
Карадог ап Мейрион (валл. Caradog ap Meirion; убит в 798) — король Гвинеда (754—798), потомок королей Роса и дальний родственник Родри ап Идвала.

## Биография
После смерти Родри ап Идвала Карадог захватил гвинедский престол, отстранив от власти его сына Кинана Диндайтуи.
Во время правления Карадога валлийская церковь приняла католическую доктрину относительно дня празднования Пасхи.
Все эти годы Гвинеду приходилось оборонять свои владения от правителей Мерсии. По одной версии, Карадог был убит мерсийским королём Кенвульфом в битве в Сноудонии, либо в битве при Рудлане, что в современном Денбишире. В «Хронике принцев» сообщается, что «Саксы убили Карадога, короля Гвинедда» в 800 году(798). Однако в «Гвентианская хронике» записано: «битва при Рудлане…где Маредид, король Диведа, и Карадог, сын Гвина, сына Коллуина, король Гвинедда, были убиты» в 796 году. По другой версии, Карадог был задушен при подстрекательстве Кинана Диндайтуи, который и стал следующим правителем Гвинеда. В «Анналах Камбрии» битва при Рудланне упоминается за 797 год, а её участниками названы Маредид Диведский и Оффа Мерсийский. Смерть Карадога от рук саксов этим же источником датируется следующим годом.
Предполагается, что сыном Карадога ап Мейриона мог быть Хивел Сальная Борода, хотя другие источники называют того сыном Родри ап Идвала. 
Карадога иногда ошибочно наделяют прозвищем Сухорукий. Например, Роберт Вухан из Хенгурта (ум.1667) писал: «Еще один Карадог Фрейхврас … Я считаю, что он был этим Карадоком, называвшимся королем Северного Уэльса (по Карадогу Ллангарфанскому), и убит в Рудлане». Такая же ошибка появляется в «Buchedd Collen» в Лланстефане в конце XVI века, в которой говорится, что Карадог Сухорукий (один из двух) сломал руку в битве при Хираддуге. Моель Хираддуг находится примерно в двух с половиной милях от Рудлана.